# 1079年
| 千纪： | 2千纪 |
| 世纪： | 10世纪 \| 11世纪 \| 12世纪                                                                                 |
| 年代： | 1040年代 \| 1050年代 \| 1060年代 \| 1070年代 \| 1080年代 \| 1090年代 \| 1100年代                           |
| 年份： | 1074年 \| 1075年 \| 1076年 \| 1077年 \| 1078年 \| 1079年 \| 1080年 \| 1081年 \| 1082年 \| 1083年 \| 1084年 |
| 纪年： | 己未年（羊年）；辽大康五年；北宋元丰二年；西夏大安六年；大理广安三年；越南英武昭勝四年；日本承曆三年       |

## 大事记
- 中国
  - 烏臺詩案

## 出生
- 8月8日－堀河天皇（1107年去世，86岁）